# 886 (numero)
Ottocentottantasei (886) è il numero naturale dopo l'885 e prima dell'887.

## Proprietà matematiche
- È un numero pari.
- È un numero composto con 4 divisori: 1, 2, 443, 886. Poiché la somma dei suoi divisori (escluso il numero stesso) è 446 < 886, è un numero difettivo.
- È un numero semiprimo.
- È un numero odioso.
- È un numero intero privo di quadrati.
- È un numero congruente.
- È un numero palindromo e un numero ondulante nel sistema posizionale a base (14) (474).
- È parte della terna pitagorica (886, 196248, 196250).

## Astronomia
- 886 Washingtonia è un asteroide della fascia principale del sistema solare.
- NGC 886 è un ammasso aperto della costellazione di Cassiopea.

## Astronautica
- Cosmos 886 è un satellite artificiale russo.